# 共和國委員會
共和國委員會（加泰隆尼亞語：Consell per la República），又稱加泰隆尼亞共和國委員會（Consell per la República Catalana），是於2017年单方面宣布在南歐伊比利亞半島東北部独立的共和制國家加泰隆尼亞共和國的流亡政府，是加泰隆尼亞共和國的延續。共和國委員會迄今仍維持沿用加泰隆尼亞共和國（República Catalana）此一國號。
目前共和國委員會容許民眾在其官方網站登記成為加泰羅尼亞共和國公民，並在「捍衛流亡」網站（defensaexili.org）經由民眾捐款支持運作。截至2021年10月27日為止，已經有10萬零600人註冊。共和國委員會現今尚未被任何主權國家與聯合國所承認。
2017至2018年期間，共和國委員會一度對外自稱為共和國政府（Govern de la República）或加泰隆尼亞政府（Generalitat de Catalunya／Govern de Catalunya），惟自從舊網站被新網站取代後，此稱呼已不復見。取而代之的是2018至2019年6月間使用的風格化簡稱「Republicat」。

## 簡介

共和國委員會舊網站上的二色版國徽

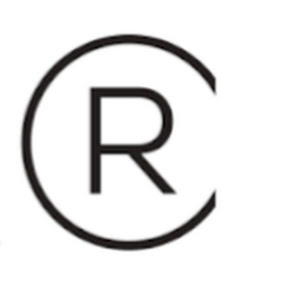
2018年版共和國委員會標誌

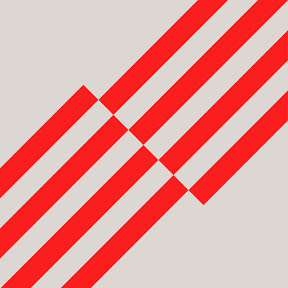
2019年版共和國委員會標誌

### 宗旨
共和國委員會宗旨為組織及推動加泰羅尼亞獨立運動，同時主張捍衛加泰羅尼亞人的公民權利及政治權利，目前共有5名成員。

### 國旗、國徽及國歌
共和國委員會的國家象徵分別繼續沿用加泰羅尼亞的令旗、政府徽章及頌歌《收割者》作為加泰隆尼亞共和國國旗、國徽與國歌。
自2018年起，共和國委員會逐漸使用一個由大楷「R」字母與大楷「C」字母組成的新標誌，來作為其代表。此標誌出現於共和國委員會的官方網站、Twitter專頁，與流亡政府所在地「共和國之家」的門牌上。

## 歷史

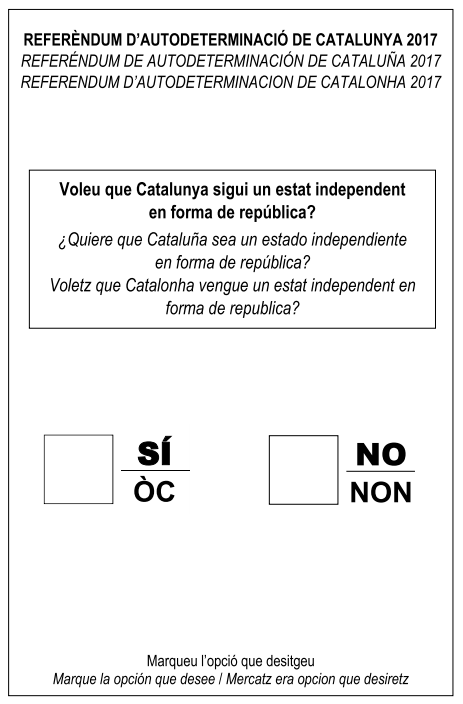
2017年加泰羅尼亞獨立公投的选票，以加泰罗尼亚语、卡斯蒂利亚西班牙语、奧克語的三种语言书写

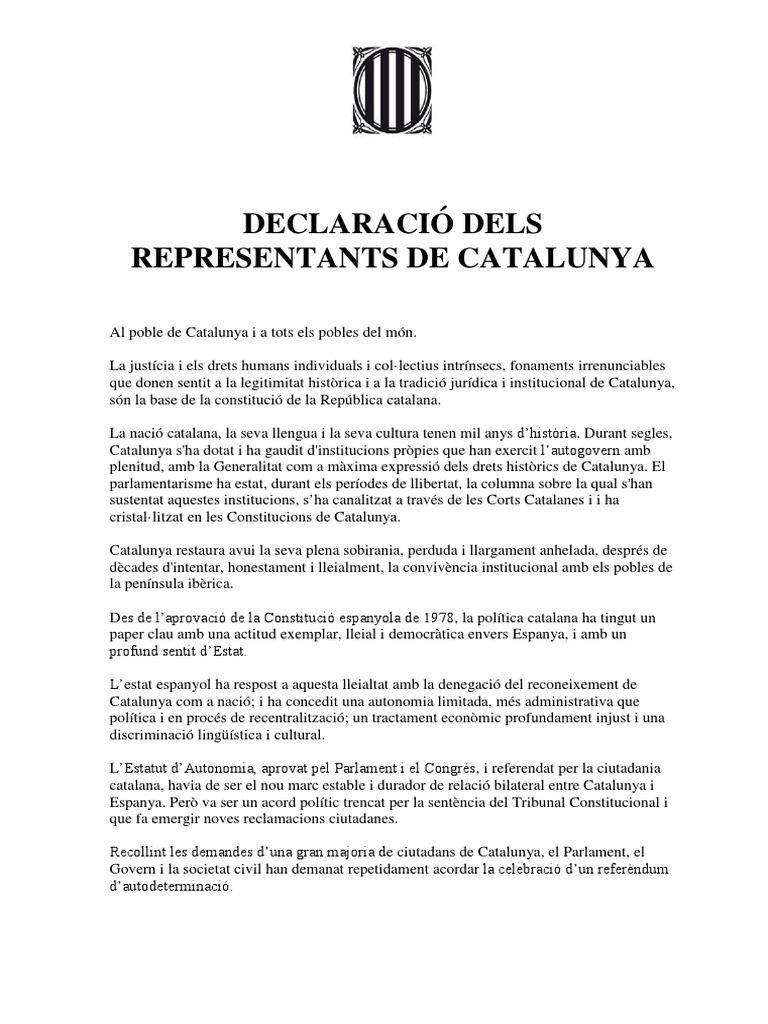
《加泰隆尼亞獨立宣言》第一頁

### 21世紀
2006年6月17日加泰罗尼亚舉辦地方自治權擴張的公民投票，結果贊成比例達73.9%。2010年西班牙政府食言拒絕按公投結果下放權力。2014年11月9日，加泰隆尼亞政府舉辦諮詢性的獨立公投，分為兩個題目：「你是否希望加泰隆尼亞成為一個國家？」以及「如果可以的話，你是否希望這個國家獨立？」，最終有約八成選票在兩個問題均表示贊成。

### 加泰羅尼亞建國
2017年9月6日，加泰羅尼亞議會以72票贊成、11票棄權的大比數表決通過將舉行獨立公投，11日適逢加泰羅尼亞民族日，仍有百萬人走上巴塞隆納街頭高喊獨立。西班牙政府激烈反對，恐嚇將控告支持舉行獨立公投的官員、並取消加泰羅尼亞的自治權，引來反彈；但公投最終仍以約九成的支持率獲得通過，惟投票率不足42%。
2017年10月27日，正當西班牙參議院準備通過《西班牙憲法》第155條凍結加泰羅尼亞自治權、強行解散自治政府的同時，加泰羅尼亞議會終於提出「建國投票」，並在統派議員全體退席下，以70張同意、10票反對、2票廢票的大比數通過《加泰羅尼亞獨立宣言》草案，確認獨立建國，定國名為“加泰羅尼亞共和國”。投票后当即宣布加泰罗尼亚成为独立自主的社会民主国家，呼吁其他国家与机构给予承认，并称要与西班牙政府磋商成立新共和国事宜。
在這項投票案通過約半個小時後，西班牙參議院通過授權內閣動用《憲法》155條，首相拉霍伊隨後依此宣布凍結加泰羅尼亞自治權，強行解散自治政府，同時由副首相桑塔馬利亞接管加泰羅尼亞政府。
但是根據西班牙報章《OKDiario》報道，加泰隆尼亞共和國未能掌管邊境、海關，更沒有控管中央銀行、國稅局等，10月28日到10月30日之間入境加泰隆尼亞首府、巴塞隆納機場的人還是蓋西班牙海關的章。

### 政府流亡海外
2017年10月30日，卡萊斯·普吉德蒙等加泰隆尼亞政治領袖前往比利時布魯塞爾，據稱避免被西班牙司法部門控煽動叛亂罪，該罪名最高可判囚30年。翌日，普吉德蒙在布魯塞爾召開記者會，表示前往比利時僅為安全著想，無意尋求政治庇護。西班牙《國家報》（EL PAIS）報道，普吉德蒙表示會將加泰部份政府無限期遷往布魯塞爾，並確認設立加泰流亡政府，以尋求歐洲對加泰的關注及譴責西班牙司法系統不公。同日，西班牙憲法法院宣佈廢除《加泰隆尼亞獨立宣言》。
11月10日，曾親自宣布《加泰羅尼亞獨立宣言》草案獲得通過的議會議長卡梅·福卡德利在審訊中辯稱，《宣言》僅有陳述及象徵意義，不具法律效力。

### 正式運作

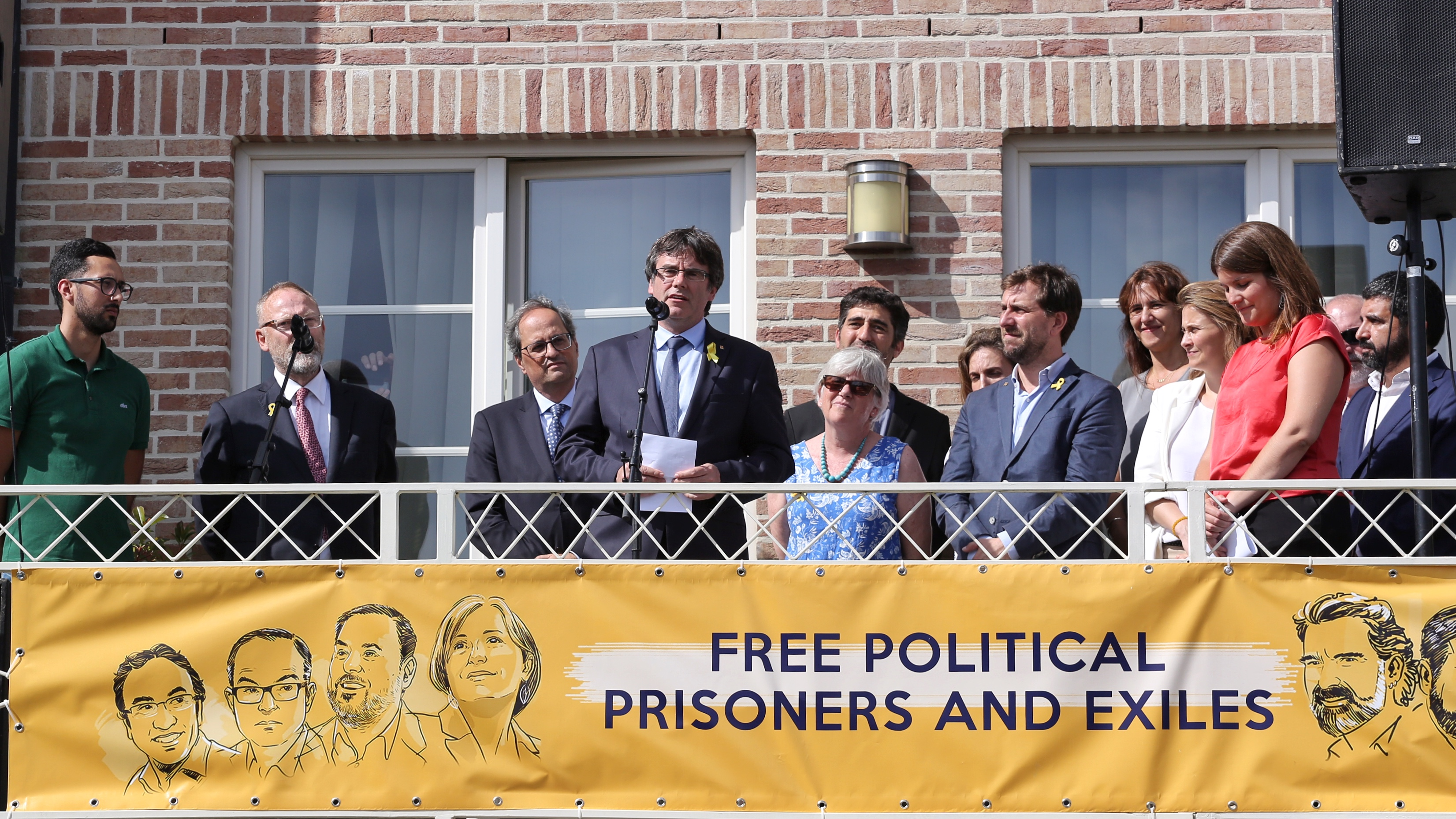
2018年7月28日，普吉德蒙及其他政府官員在滑鐵盧的共和國之家發表講話

2017年12月8日，一眾加泰隆尼亞領袖在比利時布魯塞爾召開記者發佈會，宣告建立「共和國委員會」，作為加泰羅尼亞共和國流亡政府。加泰隆尼亞共和國政府從此播遷至比利時，以「共和國委員會」之名運作，總部設於滑鐵盧一幢名為「共和國之家」的建築物。

在2018年3月1日，普吉德蒙希望能再被加泰隆尼亞議會選為加泰隆尼亞政府主席，但加泰隆尼亞議會事先獲得西班牙司法部門的警告並延後普吉德蒙被選為主席的議程。之後，普吉德蒙宣布他將不再尋求重新被選舉為加泰隆尼亞領導人。
 之後，普吉德蒙宣布名為「共和國委員會」流亡政府的成立。

3月22日，普吉德蒙應邀到芬蘭赫爾辛基出席研討會和與該國議員會面。25日，返回比利時布魯塞爾的途中，從丹麥過境德國時，一度被德國警方拘留，關押於北部的新明斯特的監獄。4月7日，交保獲釋。
7月12日，德國石荷州最高法院裁定普伊格德蒙特可被引渡回西班牙，不過引渡條件是其在西班牙只能接受濫用公共資金的指控，而不接受更嚴重的叛亂指控。對他的引渡還須獲得該州總檢察院的批准。
7月19日，西班牙最高法院撤銷了對其發出的國際逮捕令，使其可以自由的來往各國，但西班牙國內逮捕令仍未撤銷，若其返回西班牙仍會被捕。

### 進入歐洲議會
在2019年，普吉德蒙與卫生部長Antoni Comín在內的54人獲加泰羅尼亞歐洲民主黨及一起為了加泰羅尼亞提名參與2019年歐洲議會選舉。5月26日，兩人所屬的政黨聯合名單於歐洲議會的西班牙選區以4.58%得票率勝出，贏得兩席。二人當選為第9屆歐洲議會議員，任期五年。

## 執政黨
共和國委員會現任主席普吉德蒙為隸屬一起為了加泰羅尼亞的加泰羅尼亞歐洲民主黨黨員，使該黨成為現時流亡政府的執政黨。其餘4名政府職員當中部份分別擁有一起為了加泰羅尼亞、加泰羅尼亞共和左翼及人民團結候選人－選民呼聲黨籍。

## 委员会成員列表

### 主席
| # | 肖像 | 姓名                                             | 任期               | 黨籍                 |
| - | ---- | ------------------------------------------------ | ------------------ | -------------------- |
| 1 |      | 卡萊斯·普吉德蒙 （Carles Puigdemont i Casamajó） | 2017年10月31日至今 | 加泰羅尼亞歐洲民主黨 |

### 普吉德蒙政府（英语：Puigdemont Government）內閣成員
| 肖像 | 姓名                   | 職位                 | 任期               | 黨籍                 |
| ---- | ---------------------- | -------------------- | ------------------ | -------------------- |
|      | Antoni Comín           | 卫生部長             | 2017年10月31日至今 | 一起為了加泰羅尼亞   |
|      | Clara Ponsatí i Obiols | 教育部長             | 2017年10月31日至今 |                      |
|      | Lluís Puig             | 文化部長             | 2017年10月31日至今 | 加泰羅尼亞歐洲民主黨 |
|      | Meritxell Serret       | 農牧、漁業及食物部長 | 2017年10月31日至今 | 加泰羅尼亞共和左翼   |

### 其他理事會成員
| 肖像 | 姓名                  | 黨籍                 |
| ---- | --------------------- | -------------------- |
|      | Meritxell Budó        | 加泰羅尼亞歐洲民主黨 |
|      | Antoni Castellà       | 加泰羅尼亞民主黨     |
|      | Elisenda Paluzie      |                      |
|      | Guillem Fuster i Usas | 自由人民             |
|      | Rut Ribas i Martí     | 加泰羅尼亞共和左翼   |
|      | Isaac Peraire i Soler | 加泰羅尼亞共和左翼   |
|      | Neus Torbisco-Casals  |                      |

## 「捍衛流亡」網站
「捍衛流亡」是共和國委員會的籌款網站，在2018年5月28日建立，支援英語、加泰羅尼亞語、德語、法語、西班牙語共五種語言。此網站接受公眾以Visa、萬事達卡、美國運通信用卡和發現卡四類信用卡向流亡政府作不同金額捐款，包括25歐元、50歐元、100歐元、250歐元、100歐元及2500歐元。
網站英語版中表述作為捐款受益者的共和國委員會是「第130屆加泰羅尼亞政府主席，卡萊斯·普伊格德蒙特·伊·卡薩馬喬、一眾部長，以及其他為了避免與2017年10月1日公投有關的刑事檢控、10月27日的議會宣言、流亡政府的活動，及損害他們表達、組織及政治參與的自由與權利之刑事案件，而被迫逃離加泰羅尼亞的人」。
|                    | ...130th president of the Generalitat de Catalunya, Carles Puigdemont and Casamajó, the ministers and other people forced to leave Catalonia persecuted for criminal causes related to the referendum on 1st October 2017, to the Parliament's declaration on 27th October and to the activity of the government in exile, as well as for criminal cases against their rights and their freedom of expression, organization and political participation. |
| ——「捍衛流亡」網站 | |

## 外交承認
目前暫無主權國家或國際組織官方承認共和國委員會為代表加泰羅尼亞的合法政府。
在政府流亡前的2017年10月27日，南奥塞梯共和國外长德米特里∙梅多耶夫向俄羅斯卫星通讯社表示，南奥塞梯准备好审议承认加泰罗尼亚独立的问题。他说：“我本人刚从巴塞罗那返回，我们在那里设立了代表处。如果收到加泰罗尼亚的相关请求，南奥塞梯领导层将审议承认加泰罗尼亚独立的问题。”
10月31日，西班牙憲法法院宣佈廢除《加泰隆尼亞獨立宣言》，隨後南奧塞梯政府沒有表明是否承認共和國委員會。

## 軼聞

正確的令旗樣式

- 「捍衛流亡」網站右上角代表加泰羅尼亞語的令旗按鈕圖案出錯，本應只有四條紅色橫間的令旗變成擁有五條紅色橫間。

## 外部連結
- 共和國委員會（页面存档备份，存于）
- 加泰羅尼亞政府，共和國的政府 （文）
- 捍衛流亡（页面存档备份，存于）（英文）